# Sto lat
Sto lat (Trăm năm) là một bài hát truyền thống của Ba Lan được hát để thể hiện những lời chúc tốt đẹp, sức khỏe tốt và cuộc sống lâu dài cho một người. Đó cũng là một cách phổ biến để chúc ai đó sinh nhật vui vẻ bằng tiếng Ba Lan. Sto lat được sử dụng trong nhiều ngày sinh nhật và vào ngày quốc tế của ngôn ngữ.
Tác giả và nguồn gốc chính xác của bài hát không được biết đến. Bài hát được hát cả trong các cuộc họp mặt không chính thức (như sinh nhật hoặc ngày tên) hoặc tại các sự kiện trang trọng, chẳng hạn như đám cưới. Thông thường, bài hát "Niech im gwiazdka pomyślności" sẽ được hát sau đó, ngoại trừ các bữa tiệc của trẻ em, vì bài hát có liên quan đến việc uống rượu. Tại các sự kiện của nhà nước, không có gì lạ khi nghe nó được biểu diễn bởi một dàn nhạc hoặc một ban nhạc quân đội. Nó cũng được ghi nhận là một phần không thể thiếu trong văn hóa nhập cư Ba Lan ngay cả sau khi bị đồng hóa.

## Bài hát tương tự
Bài hát phục vụ chức năng tương đương của "Happy Birthday to You" hoặc "For He's a Jolly Good Fellow".

## Lời bài hát
: :Sto lat, sto lat :Niech żyje, żyje nam. :Sto lat, sto lat, :Niech żyje, żyje nam, :Jeszcze raz, jeszcze raz, :Niech żyje, żyje nam, :Niech żyje nam!
Điều này dịch đại khái sang tiếng Việt là:
100 năm, 100 năm,
Họ có thể sống!
100 năm, 100 năm,
Họ có thể sống!
Một lần nữa, một lần nữa,
Họ có thể sống!
Họ có thể sống!

## Sử dụng như một cụm từ
Cụm từ "Sto lat!" cũng thường được sử dụng để chúc ai đó trường thọ hoặc may mắn, hoặc là lời chúc rượu, không cần phải hát bài hát. Tuy nhiên, việc sử dụng "Sto lat!" theo cách này thường sẽ dẫn đến bài hát được hát bởi những người có mặt. Cụm từ đôi khi cũng được sử dụng để thừa nhận việc hắt hơi của ai đó - tương tự như "Chúa ban phước cho bạn", mặc dù trong dịp đặc biệt đó, một na zdrowie đơn giản ("Sức khỏe của bạn") được sử dụng thường xuyên hơn.
Trong văn học, Sto Lat là một thành phố hư cấu trong Series Discworld của Terry Pratchett.